# شوك الضب الرقيق
شوك الضب الرقيق (الاسم العلمي: Blepharis attenuata) هو نوع من النباتات يتبع جنس شوك الضب من الفصيلة الأقنتية.

## الموئل والانتشار
موطنه بلاد الشام.